# Брахмачарья
Брахмача́рья (санскр. ब्रह्मचर्य, IAST: brahmacaṛya буквальное значение слова — ученик брахмана) — слово санскрита, имеет различные переводы: от одной из четырёх ступеней духовного развития в индуизме до значения «ученик брахмана». Практики, которым должен был следовать ученик брахмана, получили названия в честь слова, обозначающего ученичество у брахмана. Одна из практик, которых должен был придерживаться ученик в доме брахмана (учителя, Гуру), — половое воздержание. Отсюда появился такой перевод термина как половое воздержание; и такие как самодисциплина, контроль над желаниями. В йоге брахмачарья является одним из принципов ямы (санскр.: यमः IAST: yama — «контроль»).
Нарушением брахмачарьи является неумение контролировать свои желания в разных сферах: в сексе, еде, питье, болтливость и т. п. Обучение контроля способствуют различные обетовые практики — самоограничение в сексе, еде, питье, речи и тп.
Источником термина являются «Йога-сутры» Патанджали. В этом сборнике сутр термин «брахмачарья» упомянут дважды — в стихах 30 и 38 второй главы текста.
अहिंसासत्यास्तेयब्रह्मचर्यापरिग्रहा यमाः ॥ ३०॥
IAST: ahiṃsā-satya-asteya-brahmacarya-aparigraha yamāḥ॥ 30॥
«Ямы: ахимса, сатья, астея, брахмачарья, апариграха.»
и, при описании результатов брахмачарьи:
ब्रह्मचर्यप्रतिष्ठायां वीर्यलाभः ॥ ३८॥
brahmacarya-pratiṣṭhāyāṃ vīrya-lābhaḥ ॥ 38॥
«От соблюдения брахмачарьи обретается вирья (героизм).»
В тексте «Йога-сутры» Патанджали не определяет термин. Термин переводит первый комментатор «Йога-сутр» — Вьяса в «Йога бхашье». Вьяса дает следующее определение:
IAST: brahmacaryaṃ guptendriyasyopasthasya saṃyamaḥ
«Брахмачарья — это контроль (самьяма) скрытых чувств (гупта индрия) и находящегося вблизи (упа-стха)».